# Родт (Гуммерсбах)
Родт (нем. Rodt) — отдельное небольшое поселение города Гуммерсбах (район Обербергиш, административный округ Кёльн, земля Северный Рейн-Вестфалия, Германия).

## География

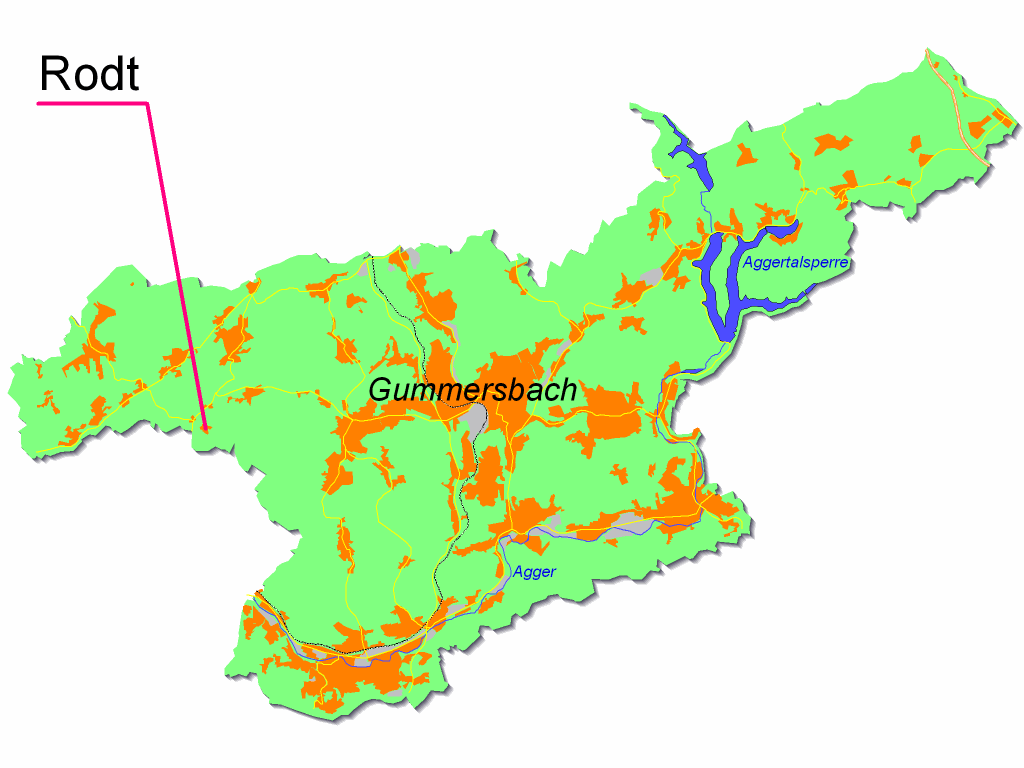
Положение Родта на карте Гуммерсбаха

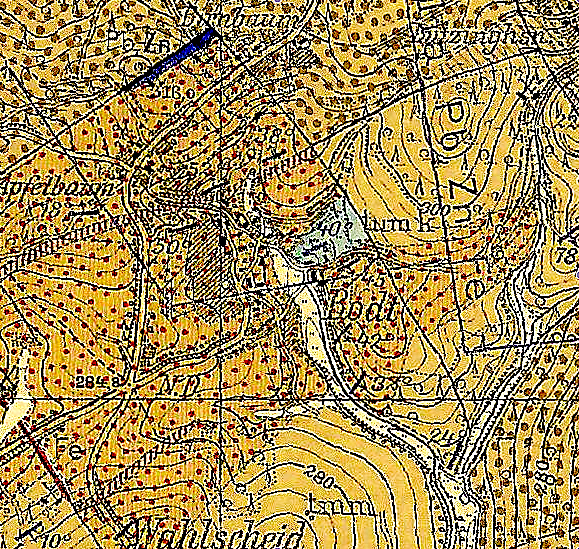
Родт на геологической карте

### Положение
Родт расположен на западной окраине города Гуммерсбах, на границе с территорией города Энгельскирхен. Соседние поселения — Бирнбаум и Апфельбаум, отстоящие от Родта менее, чем на километр. Поселение расположено примерно в 8 км от центра города.

### Рельеф, геология и тектоника
Родт расположен в верхней части долины водотока Ламбахзифен (нем. Lambachsiefen) — притока водотока Ламбах, впадающего в Лопер Бах (приток Аггера). С северо-востока над поселением возвышается гора Штаймель.
В геологическом отношении поселение Родт расположено на склонах долины, сложенных серо-голубыми глинистыми сланцами формации Хобрекке (нижняя часть среднего девона. 
В тектоническом отношении эта территория представляет седло (седловину) Биккенбахер (нем. Bickenbacher Sattel) в пределах Рейнских сланцевых гор.

## История
В 1546 году это поселение впервые упоминается в документе: «Йохентген им Роде, Йохан Шорре и другие жители им Роде указаны в турецких налоговых списках».
Правописание первого упоминания: им Роде (ym Rode).